# Drapetis hutsoni
Drapetis hutsoni är en tvåvingeart som beskrevs av Smith 1967. Drapetis hutsoni ingår i släktet Drapetis och familjen puckeldansflugor. Inga underarter finns listade i Catalogue of Life.